# 尼康FG-20

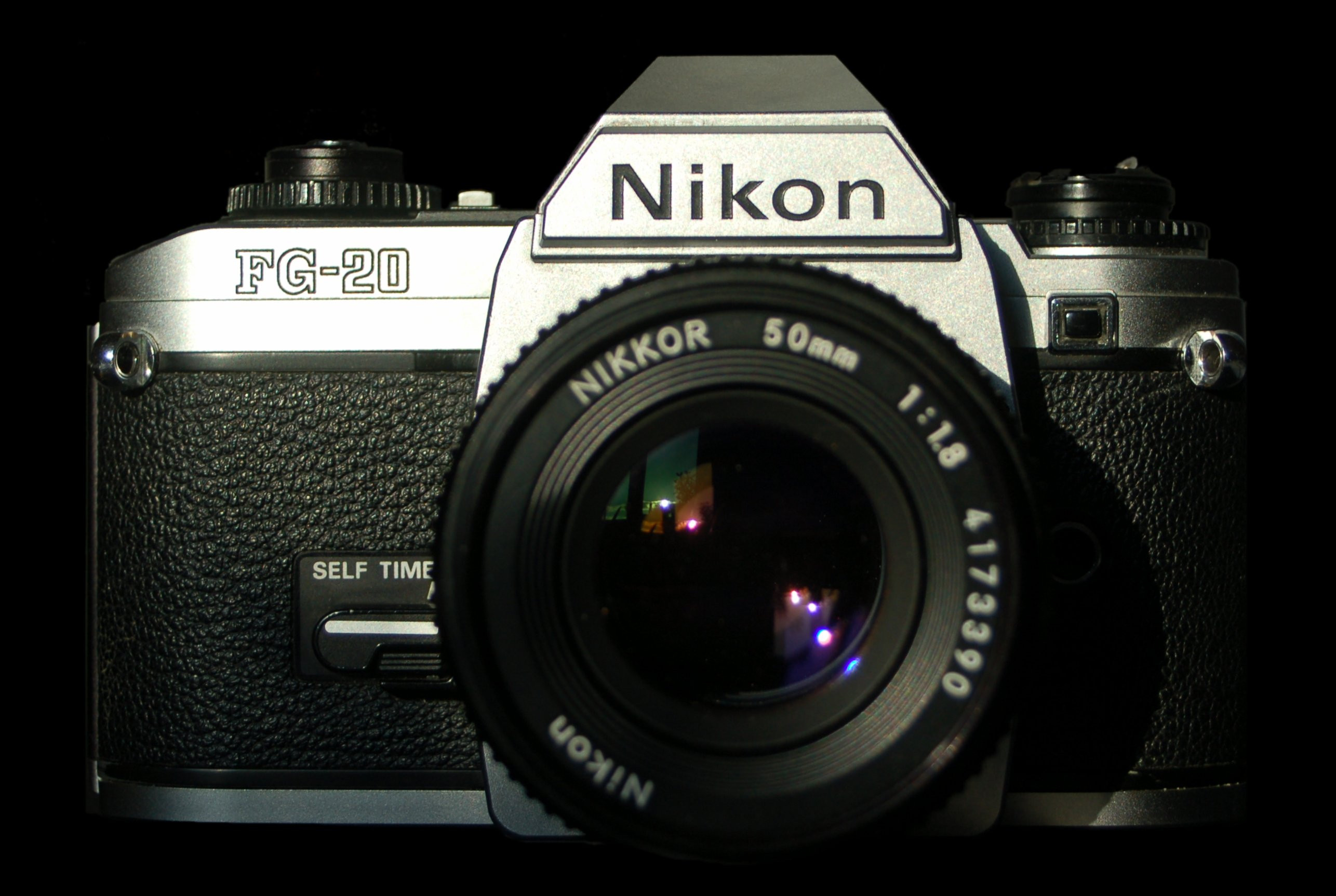
尼康 FG-20

尼康 FG-20，是尼康公司在1984年出產的一款輕便式手動单镜头反光相機，它采用了電子快門。由于省略了一些較少用到的功能如景深預測功能，從而減輕了機身重量。電子快門范围可由1秒至千分之1秒，另有機械式90分之1秒快門（電池秏盡時備用）及B快門（需另購快門線）運用電子快門時可採用光圈先決來讓相機決定曝光。Nikon FG-20的輕便及自動性能，再加上其合理的價格，使其成為同时代单反相機的熱門入門機種。